# Immortal Technique
Felipe Andres Coronel (født 19. februar 1978) bedre kendt som Immortal Technique, er en undergrundsrapper og politisk aktivist. Han blev født på et militærhospital i den peruvianske hovedstad Lima, men indvandrede i begyndelsen af 1980'erne til Harlem, New York, hvor han stadig bor den dag i dag.

## Rap karrieren
Da han var 9 år startede han med at rappe lidt med på numre i radioen, der efter startede han sin hip-hop-karriere som battle rapper mens han sad et år i fængsel for småkriminalitet, og vandt efter han var kommet ud adskillige freestyle-battles i New Yorks undergrunds-hip-hop-miljø.
Senere hen har hans karriere mere omfattet politisk rap om temaer som religion, racisme, social uretfærdighed og bandemiljø i New York.

## Kommende musik
The Middle Passage er titlen på det næste album han sender på gaden. DJ Premier, DJ Green Lantern, Scram Jones og Ali Shaheed Muhammad er blevet nævnt af Tech som producers på albummet. Udgivelsesdato ukendt.
I et interview med Hardknocktv fortalte han at han arbejder på 2 nye EP'er.
Han har tidl. nævnt at han vil lave en 3'er i Revolutionary volume-rækken, men han har ikke nævnt hvornår.

## Diskografi

### Album
- 2001: Revolutionary vol. 1
- 2003: Revolutionary vol. 2
- 2008: The 3rd World
- 2011: The Martyr

### Singler
- 2003: Industrial Revolution
- 2004: The Point of no return
- samme år: Bin Laden
- 2005: Caught in a Hustle